# Serge Goyens de Heusch
Serge Goyens de Heusch (ur. 1939 w Brukseli) – belgijski historyk sztuki, wykładowca, założyciel Fondation pour l’Art Belge Contemporain oraz działającej w niej galerii współczesnego malarstwa.
Jest absolwentem belgijskiego Instytutu Historii Sztuki i Archeologii (L’Institut Supérieur d’Histoire de l’Art et d’Archéologie de Bruxelles) na Uniwersytecie w Louvain-la-Neuve, na którym obecnie wykłada sztukę nowoczesną. Ukończył również paryską Sorbonę robiąc doktorat z fowizmu.
W latach 1970–1984 prowadził Galerię Armorial à Bruxelles, organizując ponad 200 wystaw – głównie belgijskich malarzy współczesnych. Obecnie jest dyrektorem Galerii l’Art Belge Contemporain, która do tej pory zgromadziła prace ponad 150 belgijskich malarzy.

## Ważniejsze publikacje naukowe Serge Goyens de Heusch
- Arts Bruxelles 1922-1929, L'impressionnisme et le fauvisme en Belgique (Fonds Mercator à Anvers et Albin Michel à Paris, 1988)
- L'invitation au voyage: la musique aux XX et à La Libre Esthétique, La Jeune Peinture Belge 1945–1948 (Crédit Communal)
- Le surréalisme en Belgique” w zbiorowej pracy „Modern Art w Belgia”.
- Napisał również liczne monografie dotyczące belgijskich artystów, jego badania skupiały się na twórczości m.in.: Simonetty Jung, Gastona Bertranda (za którą otrzymał Nagrodę Mergelyncka), Rene Guiette, Engleberta Van Anderlechta, Berthe Dubaila, Pierre-Louis Flouqueta, Jean-Jacques Gailliarda, Arthura Grosemansa, Paula Schrobiltgena i innych.

## Prestiżowe odznaczenia
- Nagroda l’Académie royale de Belgique w dziedzinie sztuk pięknych (1981)
- Nagroda literacka Conseil de la Communauté française (1991)
- Nagroda Mergelyncka za monografię Gastona Bertranda od l’Académie royale de Belgique.